# Sohail Abbas
Pour les articles homonymes, voir Abbas.
 (octobre 2015).
Si vous disposez d'ouvrages ou d'articles de référence ou si vous connaissez des sites web de qualité traitant du thème abordé ici, merci de compléter l'article en donnant les références utiles à sa vérifiabilité et en les liant à la section « Notes et références ».
Sohail Abbas est un joueur pakistanais de hockey sur gazon né le 9 juin 1975 à Karachi.

## Biographie
Il fit ses études à la Habib Public School, une école que fréquentèrent beaucoup de grands joueurs de hockey sur gazon parmi lesquels Hassan Sardar, Shahid Ali Khan et son oncle Safdar Abbas.
Il détient le record du nombre de buts marqués en équipe nationale dans une carrière (274), battant ainsi la légende hollandaise Paul Litjens. Il se retira de la compétition après le Champions Trophy de 2004.